# Kabinet-Disraeli I
Het kabinet-Disraeli I was de uitvoerende macht van de Britse overheid van 27 februari 1868 tot 3 december 1868.
| Ambtsbekleder                  | Ambtsbekleder            | Ambtsbekleder                                                          | Functie                               | Ambtstermijn     | Ambtstermijn     | Partij             |
| ------------------------------ | ------------------------ | ---------------------------------------------------------------------- | ------------------------------------- | ---------------- | ---------------- | ------------------ |
|                                | Benjamin Disraeli        | Benjamin Disraeli (1804–1881)                                          | Premier                               | 27 februari 1868 | 3 december 1868  | Conservative Party |
| Leader of the House of Commons | Benjamin Disraeli        | Benjamin Disraeli (1804–1881)                                          | 28 juni 1866                          |                  | 3 december 1868  | Conservative Party |
|                                | George Ward Hunt         | George Ward Hunt (1825–1877)                                           | Minister van Financiën                | 27 februari 1868 | 3 december 1868  | Conservative Party |
|                                | Edward Stanley           | Heer Stanley Edward Stanley (1823–1893)                                | Minister van Buitenlandse Zaken       | 28 juni 1866     | 3 december 1868  | Conservative Party |
|                                | Gathorne Gathorne-Hardy  | Gathorne Gathorne-Hardy (1814–1906)                                    | Minister van Binnenlandse Zaken       | 17 mei 1867      | 3 december 1868  | Conservative Party |
|                                | John Spencer-Churchill   | Hertog van Marlborough John Spencer- Churchill (1822–1883)             | Lord President of the Council         | 8 maart 1867     | 3 december 1868  | Conservative Party |
|                                | James Harris             | Graaf van Malmesbury James Harris (1807–1889)                          | Lord Privy Seal                       | 28 juni 1866     | 3 december 1868  | Conservative Party |
| Leader of the House of Lords   | James Harris             | Graaf van Malmesbury James Harris (1807–1889)                          | 27 februari 1868                      |                  | 3 december 1868  | Conservative Party |
|                                | Hugh Cairns              | Baron Cairns Hugh Cairns (1819–1885)                                   | Lord Chancellor                       | 27 februari 1868 | 3 december 1868  | Conservative Party |
|                                | John Pakington           | Sir John Pakington (1799–1800)                                         | Minister voor Oorlog                  | 8 maart 1867     | 3 december 1868  | Conservative Party |
|                                | Henry Lowry-Corry        | Henry Lowry-Corry (1803–1873)                                          | Minister voor de Marine               | 8 maart 1867     | 3 december 1868  | Conservative Party |
|                                | Charles Gordon-Lennox    | Hertog van Richmond Charles Gordon-Lennox (1818–1903)                  | Minister van Handel                   | 8 maart 1867     | 3 december 1868  | Conservative Party |
|                                | Richard Temple-Grenville | Hertog van Buckingham en Chandos Richard Temple- Grenville (1823–1889) | Minister voor Koloniale Zaken         | 8 maart 1867     | 3 december 1868  | Conservative Party |
|                                | Stafford Northcote       | Sir Stafford Northcote (1818–1887)                                     | Minister voor Brits-Indië             | 8 maart 1867     | 3 december 1868  | Conservative Party |
|                                | John Manners             | Heer John Manners (1818–1906)                                          | Minister van Openbare Werken          | 28 juni 1866     | 3 december 1868  | Conservative Party |
|                                | John Wilson-Patten       | John Wilson- Patten (1802–1892)                                        | Kanselier van het Hertogdom Lancaster | 28 juni 1867     | 8 september 1868 | Conservative Party |
|                                | Thomas Edward Taylor     | Thomas Edward Taylor (1811–1883)                                       | Kanselier van het Hertogdom Lancaster | 8 november 1868  | 3 december 1868  | Conservative Party |
|                                | Richard Bourke           | Graaf van Mayo Richard Bourke (1822–1872)                              | Minister voor Ierland                 | 28 juni 1866     | 8 september 1868 | Conservative Party |
|                                | John Wilson-Patten       | John Wilson- Patten (1802–1892)                                        | Minister voor Ierland                 | 8 september 1868 | 3 december 1868  | Conservative Party |
|                                |                          | Hertog van Montrose James Graham (1799–1874)                           | Minister voor Posterijen              | 28 juni 1866     | 3 december 1868  | Conservative Party |

Russell I ·
Smith-Stanley I ·
Hamilton-Gordon ·
Temple I ·
Smith-Stanley II ·
Temple II ·
Russell II ·
Smith-Stanley III ·
Disraeli I ·
Gladstone I ·
Disraeli II ·
Gladstone II ·
Gascoyne-Cecil I ·
Gladstone III ·
Gascoyne-Cecil II ·
Gladstone IV ·
Primrose ·
Gascoyne-Cecil III ·
Gascoyne-Cecil IV ·
Balfour ·
Campbell-Bannerman ·
Asquith I ·
Asquith II ·
Asquith III ·
Asquith IV ·
Lloyd George I ·
Lloyd George II ·
Law ·
Baldwin I ·
MacDonald I ·
Baldwin II ·
MacDonald II ·
MacDonald III ·
MacDonald IV ·
Baldwin III ·
Chamberlain I ·
Chamberlain II ·
Churchill I ·
Churchill II ·
Attlee I ·
Attlee II ·
Churchill III ·
Eden ·
Macmillan I ·
Macmillan II ·
Douglas-Home ·
Wilson I ·
Wilson II ·
Heath ·
Wilson III ·
Callaghan ·
Thatcher I ·
Thatcher II ·
Thatcher III ·
Major I ·
Major II ·
Blair I ·
Blair II ·
Blair III ·
Brown ·
Cameron I ·
Cameron II ·
May I ·
May II ·
Johnson I ·
Johnson II ·
Truss ·
Sunak ·
Starmer